# Маями Марлинс
„Маями Марлинс“ е бейзболен клуб, участващ в Мейджър Лийг Бейзбол, базиран в град Маями, Флорида, САЩ.
Клубът е основан през 1991 г. Участва в Източната Дивизия на Националната лига. Играе своите мачове на „Долфин Стейдиъм“ в Маями.
Екипите на тима са в бяло и сиво като домакин и в сиво като гост. Победител в Световните серии през 1997 и 2003 г.